# Peridis
José María Pérez González (Frama, Cabezón de Liébana, 28 de septiembre de 1941), más conocido como Peridis, es un arquitecto, dibujante, humorista, divulgador cultural, y escritor español.

## Biografía
Nacido en el municipio cántabro de Cabezón de Liébana el 28 de septiembre de 1941, a los tres años se trasladó junto a su familia hasta Aguilar de Campoo. Realizó el bachillerato en Palencia, en el colegio  de los Maristas, y en 1958 publicó sus primeras caricaturas en el Diario Palentino. 
En el año 1959 se trasladó a Madrid para hacer el servicio militar en el Ejército del Aire. Fue bautizado por sus compañeros como «el cabo Pérez» y posteriormente pasaron a llamarle «Peridis». Continuó su estancia en Madrid donde Inició sus estudios de arquitectura y en 1969 obtuvo el título de arquitecto. En 1974 trabajó durante dos años para el diario madrileño Informaciones, donde conoció al dibujante Forges y dibujó para algunos de los artículos de Lluís Carandell.
A finales de los 70 constituyó la Asociación de Amigos del Monasterio, para rehabilitar el monasterio de Santa María la Real de Aguilar de Campoo, conocido por aquel entonces como «el convento caído». Lo consiguió gracias, en gran medida, a la puesta en marcha de los primeros programas de Escuelas Taller y Casas de Oficio de España, con el apoyo del INEM y del Fondo Social Europeo. Una iniciativa que se extendió por todo el país y que se exportó a Latinoamérica y, más recientemente, al África subsahariana. Desde su infancia ha estado vinculado a la localidad palentina de Aguilar de Campoo, donde transcurre parte de su proyecto profesional y vital, como impulsor de la Fundación Santa María la Real del Patrimonio Histórico —de la que estuvo al frente desde 1977 hasta 2017— y como promotor del programa Lanzaderas de Empleo y Emprendimiento.
Entre sus proyectos, se encuentra la Enciclopedia del Románico en la Península Ibérica, que inició desde el Centro de Estudios del Románico y que continuó al frente de la Fundación Santa María la Real del Patrimonio Histórico, una institución cultural privada de la que es fundador. Ha compaginado su trabajo como arquitecto con su labor al frente de Fundación y con su colaboración en asociaciones y fundaciones como la Real Fábrica de Tapices, el Patronato de la Academia de España en Roma, Asociación de Amigos del Museo de Ciencias Naturales de Madrid, Asociación Cultural Plaza Porticada, Amigos de la Catedral de Palencia, Amigos de Santo Domingo de Silos, Círculo de Bellas Artes o Hispania Nostra, entre otras muchas. Es, desde 2002, académico de la Institución Tello Tellez de Meneses de Palencia y miembro sénior de la Organización Internacional de Emprendedores Sociales ASOKA.
Como arquitecto ha proyectado y dirigido la rehabilitación y restauración de monumentos como el monasterio de Santa María La Real de Aguilar de Campoo, el monasterio de San Benito en Valladolid para ampliación del Ayuntamiento, el convento de Santa Clara en Hellín como centro cultural, la Biblioteca Regional de Castilla-La Mancha en el alcázar de Toledo, el parque del Capricho de Madrid, el teatro Principal de Burgos como teatro, biblioteca y dependencias municipales, el teatro García Lorca y centro cultural de Getafe en la antigua fábrica de harinas, el teatro Cervantes-Corral de Comedias de Alcalá de Henares, el Hospitalillo de Getafe para centro de servicios sociales, el museo etnográfico y Ayuntamiento en Caserón de San Sebastián de los Reyes, el Centro de Acogida y Atención Integral a Mujeres Víctimas de Violencia de Género, la restauración del monasterio de Corias para parador nacional de turismo y la rehabilitación del colegio mayor Vasco de Quiroga en la Universidad Complutense de Madrid para sede del CUNEF. También ha realizado diversos proyectos y dirigido las obras de ejecución de edificios de nueva planta para Equipamientos Cívicos, Culturales y Religiosos: Edificios culturales, con biblioteca y teatro en Majadahonda, Getafe, Cartaya, Consuegra y en Santander; convento para las RRMM Carmelitas en Plasencia; biblioteca pública en Villalba; residencias de la tercera edad y centro de día en Parla, Villarrobledo, La Solana y en Sonseca.
Como dibujante y humorista publicó dibujos en Informaciones, Cuadernos para el Diálogo y el diario El País desde el inicio de su publicación, una tira diaria, también publicó en Revistas, Siario SP, El cocodrilo Leopoldo y en el diario holandés Voolskrant. La recopilación de sus tiras para el País desde 1976 hasta finales de 2011 se ha publicado en seis libros (El año de la transición, De la Constitución al golpe, Del golpe al cambio, Confianza y sin fianza, Sin complejos y Dios mío, qué he hecho yo para merecer esto). Turpial editó en abril de 2012 sus mejores viñetas en Peridis. Los mejores dibujos publicados en El País 2004-2011. También ha realizado historietas breves de dibujos animados para TVE, para los programas Informe Semanal y Martes Noche y cuenta además con el Premio Mingote de Humor, otorgado por el diario ABC, en el año 1986. Su trabajo también ha sido reseñado en diarios internacionales como The New York Times, The Washington Post, Die Welt, Sudeustche Zeitung y la revista Time.
En el año 2002 inició el rodaje de la primera temporada de la serie de TVE Las claves del románico , el programa alcanzó las tres temporadas con un total de 33 episodios. A raíz del programa, Peridis se sumergió en otros proyectos como la Enciclopedia del Románico en la Península Ibérica, una colección de 9.000 testimonios recogidos en 64 tomos que se inició en 2004 desde el Centro de Estudios del Románico. Peridis también participó en la serie de nueve capítulos Mover Montañas y, más recientemente, en los siete episodios de La luz y el misterio de las catedrales también de TVE. Este último proyecto sirvió de inspiración a un libro, editado por Espasa en 2012, bajo el mismo título que la serie. Su trayectoria como escritor, en la que ya figuraban títulos como  La piedra viajera y la OPA de los Mostenses, publicado por la Institución Tello Téllez o El cabo caricaturas y Luz cenital en Memorias con Arte de Editorial Valnera, se vio completada en 2014 con la publicación de su primera novela, Esperando al rey, que se alzó con el Premio Alfonso X el Sabio de novela histórica, otorgado por Espasa. En 2016, escribió y publicó La maldición de la reina Leonor, una segunda novela que da continuidad a la primera. Más adelante publicó Hasta una ruina puede ser una esperanza. Monasterio de Santa María la Real de Aguilar de Campoo (2017), en la que cuenta cómo se llevó a cabo la restauración del viejo cenobio premostratense para convertirlo en foco de dinamización cultural de la comarca. Actualmente participa en el programa Aquí la tierra, de TVE, donde valoriza el patrimonio dando a conocer monumentos, paisaje, artesanos y personas que lo protegen y promueven.
También ha realizado colaboraciones en radio, habitualmente con Luis del Olmo, Julio César Iglesias, Íñigo Alfonso o Pepa Fernández en RNE; con Fernando Delgado, Iñaki Gabilondo y Javier del Pino en la SER y con Antonio San José en CNN Noticias.
Donó su legado de dibujos a la Biblioteca Nacional de España.

## Vida privada
Casado con Leticia Ruiz, tuvo cuatro hijos, dos de ellos hoy fallecidos, Marta y Froilan.

## Libros
- Peridis 1.2.3. 6 años hasta el cambio (1 El año de la transición. 2 de la Constitución al golpe. 3 del golpe al cambio), Prisa (1977)

- VI Centenario Monasterio de San Benito El Real 1390 -1990, Ámbito Ediciones (1990)

- Peridis 1982-1995 Confianza y sin fianza, El País Aguilar (1996)
- Peregrinar a Liébana, Bedia (2000)

- Peridis Sin complejos "Los mejores dibujos publicados en "El País" (1995-2004), El Jueves Ediciones (2004)

- El cabo caricaturas, de la serie Memorias con Arte, Valnera (2006)

- La piedra viajera y la opa de los montenses. Discurso del académico José María Pérez, "Peridis", Institución Tello Téllez de Meneses (2009)

- Dos cuentos de Miguel Delibes, Junta de Castilla y León y Fundación Delibes (2011)

- La luz y el misterio de las catedrales, Espasa (2012)

- Revista de psicoanálisis y cultura de Castilla y León n.º 26 (Análisis. Humor, arquitectura y psicoanálisis), Comunidad de Castilla y León (2013)

- Esperando al rey, Espasa (2014)

- El diluvio, las galletas y el románico. Pregón de las Fiestas Patronales de Aguilar de Campoo, Ayuntamiento de Aguilar de Campoo (2016)

- La maldición de la reina Leonor, Espasa (2016)

- La Tira de años. Cuatro décadas de historia en El País. Peridis 1976-2016, Espasa (2016)

- Hasta una ruina puede ser una esperanza. Monasterio de Santa María la Real de Aguilar de Campoo (2017)

- La reina sin reino, Espasa (2018)

- Escuelas taller 2030 "Aprender haciendo", Ministerio de trabajo, migración y Seguridad Social AECID Cooperación Española (2018)

- El corazón con que vivo, Ámbito Cultural ECI y Espasa (2020)
- El cantar de Liébana, Espasa (2023)

## Arquitectura
Sus trabajos más destacados en el mundo de la arquitectura son:
- La restauración del Monasterio de Santa María la Real en Aguilar del Campoo.
- El proyecto de rehabilitación de la casa de Antonio Fraguas (Forges) en Cadalso de los Vidrios.
- La restauración del Corral de Comedias de Alcalá de Henares.
- La rehabilitación del Teatro Principal de Burgos.
- La rehabilitación de la Biblioteca Regional de Castilla-La Mancha en el Alcázar de Toledo.
- La  construcción del parque del Capricho de la Alameda de Osuna, Madrid.
- La rehabilitación del convento de Santa Clara en Hellín como centro cultural.
- La rehabilitación del convento de San Francisco en Silos para hotel y centro cultural.
- La rehabilitación del Archivo de la Real Chancillería de Valladolid como paraninfo y sede de congresos.
- La rehabilitación del Palacio Francisco de los Cobos en Úbeda para sede de la UNED.
- La rehabilitación del Palacio de Contadero en Úbeda para Centro de Turismo Interior de Andalucía.
- La rehabilitación del edificio El Caserón de San Sebastián de los Reyes para oficinas municipales y museo etnográfico.
- La rehabilitación del castillo-fortaleza de Castellar de la Frontera en Cádiz para hotel.
- La rehabilitación de la casa-fuerte de Aldealseñor en Soria para hotel.
- La rehabilitación del Palacio de las Marismillas en el parque de Doñana para residencia de autoridades.
- La rehabilitación de la Real Fábrica de Paños de Ezcaray en La Rioja.
- La construcción del monumento a los atentados del 11M en El Pozo, Madrid.
- La restauración del monasterio de Corias para parador nacional de turismo.
- La rehabilitación del colegio mayor Vasco de Quiroga en la Universidad Complutense de Madrid para sede del CUNEF.
- Diseño del proyecto de Casa de Cultura de Almansa

## Premios y reconocimientos
Cuenta, entre otros, con:
- Premio Mingote de Humor 1983.[12]
- Medalla de Oro de la Provincia de Palencia.
- Medalla de Plata al mérito en el Trabajo por el programa de Escuelas Taller en 1988.
- Medalla de Oro de las Bellas Artes por el programa de Escuelas Taller en 1993.
- Medalla de Plata al mérito turístico en 1996.
- Premio Europa Nostra en 2002 por la rehabilitación y restauración del parque de El Capricho de Alameda de Osuna, 1988 por la rehabilitación del Monasterio de Santa María la Real de Aguilar de Campoo y 2003 por la Enciclopedia del Románico en Castilla y León.
- Premio Real Fundación de Toledo 2003.
- Premio de Patrimonio por la rehabilitación del Corral de Comedias de Alcalá de Henares en 2003.
- Premio Notario del Humor el año 2005 en la Universidad de Alicante.
- Premio Patrimonio de la Junta de Castilla y León en el año 2005.
- Medalla de Oro al mérito del Trabajo en febrero de 2006.[13]
- Premio Club Internacional de la Prensa 2007 al mejor humorista de la comunicación.[14]
- Mención Honorífica 2011 del Colegio Oficial de Ingenieros Industriales de Madrid (COIIM) a la Trayectoria Humanística, Social y Cultural.
- Medalla de Oro 2014 de la Real Academia de Bellas Artes de San Fernando por su labor al frente de la Fundación Santa María la Real y 1993 por el programa de Escuelas Taller.
- Premio Alfonso X el Sabio de Novela Histórica 2014, por su trabajo Esperando al rey
- Premio Pluma de Plata de la Feria del Libro de Bilbao 2016, por su trayectoria creativa.
- Bastón de la Cueva del Castillo, otorgado por la Sociedad Prehistórica de Cantabria, en reconocimiento a su trayectoria, 2016.
- Gran Cruz de la Orden Civil de Alfonso X el Sabio, 2017.[15]
- Premio UEMC al Personaje Público de Castilla y León que mejor Comunica, 2017.[16]
- Medalla de oro de la Fundación Santa María la Real del Patrimonio Histórico, 2017.
- Doctor honoris causa de la Facultad de Ciencias del Trabajo de Palencia perteneciente a la Universidad de Valladolid (marzo de 2018).[17]
- Premio Nacional de Restauración y Conservación de Bienes Culturales (septiembre, 2018).[18]
- Premio Primavera de Novela, con su novela El corazón con que vivo (premio de la editorial Espasa) 2020[19]
- El IES Arquitecto Peridis de Leganés lleva su nombre, así como una calle en la madrileña localidad de Getafe.
- Doctor 'honoris causa' por la universidad de Alcalá (UAH) (2021)